# エンデュアランス級揚陸艦
エンデュアランス級揚陸艦（英語: Endurance-class landing platform dock ship）は、シンガポール海軍が運用するドック型輸送揚陸艦（LPD）の艦級。またタイ王国海軍も同型艦1隻を購入・運用している。

## 来歴
1970年代初頭、シンガポール海軍は、アメリカ海軍を退役したLST-542級戦車揚陸艦（LST-1級最後期型）6隻をリースしており、1975年から1976年にかけて順次に購入に切り替えた。しかし老朽化に伴い、1986年には5隻がインドネシア海軍に売却され、残る1隻（初代「エンデュアランス」; 旧米「ホルムズ・カウンティ」）も2000年までに退役する予定とされていた。これらの艦は主に業務輸送に従事しており、その代艦が必要とされていた。これに応じて建造されたのが本級である。計画は1996年8月に発表され、ネームシップは1997年3月26日に起工された。
また2008年11月には、タイ海軍が同じ設計にもとづいて1隻を発注した。これは、レーダーと電子戦を除けばシンガポール艦とほぼ同一で、2011年3月に進水した。

## 設計・装備
設計はシンガポール・シップビルディング・アンド・エンジニアリング（現在のシンガポール・テクノロジーズ・マリーン）社によって行われており、同社ではSTEM-1400型LSTと呼称されていた。前任のLST-542級は、艦首を海岸に擱座（ビーチング）して兵員・車両を揚陸することを前提とした戦車揚陸艦（LST）であったが、本級は搭載する舟艇によって輸送・揚陸を行うドック型揚陸艦とされており、艦尾には幅15.6メートル×高さ8メートルの下ヒンジ式の門扉が設けられている。またRO-RO機能のため、艦首にも長さ16.8メートル×幅4.05メートルの道板が設けられているが、艦首形状はバルバス・バウとされており、ビーチングは想定されていない。上部構造物直後の両舷には、力量25トンのクレーンが各1基設置されており、物資の揚降に用いられる。艦内には、戦車18両、その他車両20両と上陸部隊350名を収容可能であり、搭載量は最大で1,080トンとされている。
ウェルドックは車両甲板と連続しており、4隻の上陸用舟艇を収容・運用することができる。この他、上部構造物両舷に設けられたダビットに、計4隻のEP-02型小型揚陸艇（LCVP）と2隻の高速複合艇が搭載されている。
上部構造物後部はハンガーとされており、AS.332M中型輸送ヘリコプター2機を収容できる。ヘリコプター甲板上にはASIST（Aircraft Ship Integrated Secure and Traverse）着艦支援・機体移送装置が設置されている。なお上甲板と車両甲板は、力量22トン、長さ18メートル×幅6メートルのエレベータによって連絡されている。
兵装としては、シンガポール海軍で標準的な76mmスーパー・ラピッド砲が艦橋構造物直前の甲板室上に設置されている。なお当初計画では、40mm連装機銃およびゴールキーパー 30mmCIWS、さらにバラク個艦防空ミサイル用VLS（16セル）の搭載も検討されていたが、これらはいずれも省かれた。また主たるセンサーとなるレーダーとしては、当初はSAAB社製のシージラフが検討されていたが、IAIエルタ社製のEL/M-2238 STARに変更された。

## 同型艦一覧
| 運用者           | #       | 艦名                            | 就役           |
| ---------------- | ------- | ------------------------------- | -------------- |
| シンガポール海軍 | L 207   | エンデュアランス RSS Endurance  | 2000年 3月18日 |
| シンガポール海軍 | L 208   | レゾリューション RSS Resolution | 2000年 3月18日 |
| シンガポール海軍 | L 209   | パーシスタンス RSS Persistence  | 2001年 4月7日  |
| シンガポール海軍 | L 210   | エンデヴァー RSS Endeavour      | 2001年 4月7日  |
| タイ海軍         | LPD 791 | アントン HTMS Angthong          | 2012年 4月3日  |